# مدلوف (ناحیه اولومووتس)
مدلوف (به چکی: Medlov) یک منطقهٔ مسکونی در جمهوری چک است که در ناحیه اولومووتس واقع شده‌است.
 مدلوف ۳۱٫۳۲ کیلومتر مربع مساحت و ۱٬۵۹۱ نفر جمعیت دارد و ۲۸۶ متر بالاتر از سطح دریا واقع شده‌است.